# Lasse Stefanz

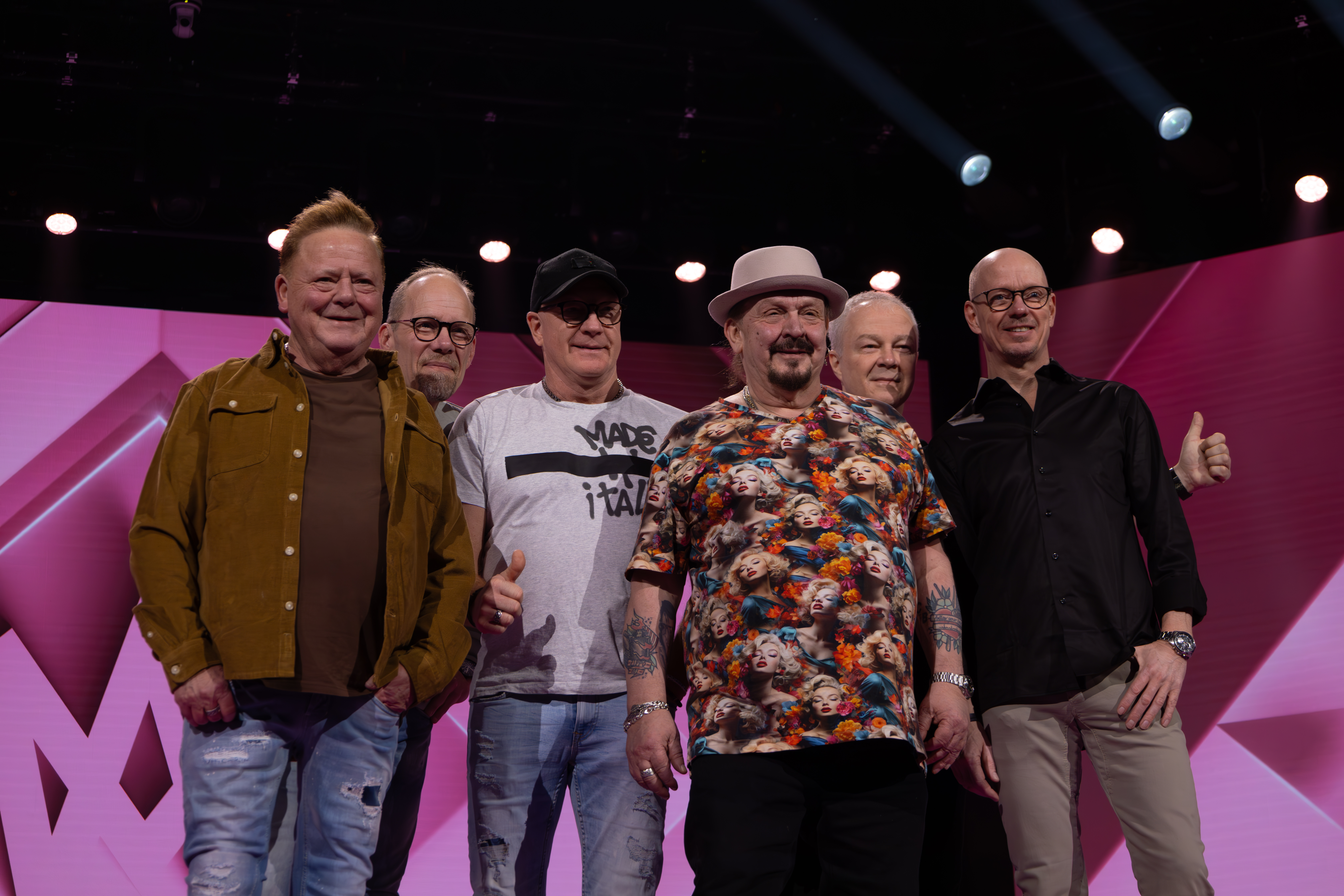
Lasse Stefanz, 2024

Lasse Stefanz, früher Lasse Stefans, ist eine schwedische Dansband, die von Country-Musik beeinflusst wird. Die Band formierte sich 1967 in Kristianstad mit den Musikern Hans Sigfridsson, Lars Sigfridsson und Olle Jönsson. Später kamen noch Anders Pettersson und Christer Ericsson dazu, der viele der Lieder von Lasse Stefanz komponierte.

## Bandgeschichte
1970 veröffentlichten Lasse Stefanz die erste Single mit den Liedern von Christer Ericsson, zwei Jahre darauf die zweite Single. Im gleichen Jahr erschien das erste Album, Vad tiden går.
1982 erreichten Lasse Stefanz einen Nummer-eins-Hit in den Svensktoppen mit dem Lied Oh Julie vom gleichnamigen Album. Das schwedische Fernsehen lud die Band zur Sendung Nygammalt bei Sveriges Television ein, und das Album konnte eine Goldene Schallplatte erzielen. Zwischen 1983 und 1988 produzierten Lasse Stefanz weitere sechs erfolgreiche Platten. Mit Lotta Engberg veröffentlichten sie den Hit Världens lyckligaste par, der 1987 ein großer Erfolg wurde. Mit dem 1988 erschienenen Album Livets ljusa sida veröffentlichte die Band ein Duett mit Christina Lindberg namens De sista ljuva åren, das ebenfalls sehr bekannt wurde. Es blieb für ganze 65 Wochen in den Svensktoppen und wurde damit ein neuer Rekord der Hitliste.
1988 wurden Lasse Stefanz die Auszeichnungen „Beste Dansband“ verliehen, sowohl von Sveriges Radio als auch durch das Aftonbladet. 1990 bekam Lasse Stefanz einen Grammis für die „Beste Dansbandsproduktion 1989“.
2003 erschien das erste Musikvideo von Lasse Stefanz für das Lied Från Österlen till Oklahoma.
Von 1998 bis 2008 hatte die Band zehn Top-10-Alben in Folge, zuletzt erreichten sie dreimal Platz 1, das Album Rallarsväng erreichte dabei 2008 auch im Nachbarland Norwegen den Spitzenplatz.
2011 nahm die Band am Melodifestivalen, dem schwedischen Vorentscheid zum Eurovision Song Contest teil. Im Dezember 2023 wurde bekannt, dass die Band auch am Melodifestivalen 2024 teilnehmen wird. Mit dem Lied En sång om sommaren nahmen sie am vierten Halbfinale teil, schieden jedoch auf dem letzten Platz bereits wieder aus.

## Diskografie

### Alben
| Jahr | Titel                        | Höchstplatzierung, Gesamtwochen, AuszeichnungChartplatzierungen (Jahr, Titel, Platzierungen, Wochen, Auszeichnungen, Anmerkungen) | Höchstplatzierung, Gesamtwochen, AuszeichnungChartplatzierungen (Jahr, Titel, Platzierungen, Wochen, Auszeichnungen, Anmerkungen) | Anmerkungen                                                                      |
| Jahr | Titel                        | NO | SE | Anmerkungen                                                                      |
| ---- | ---------------------------- | --- | --- | -------------------------------------------------------------------------------- |
| 1974 | Vad tiden går                | — | — |                                                                                  |
| 1975 | Spelmansminnen               | — | — |                                                                                  |
| 1977 | Strandpartajj                | — | SE48 (1 Wo.)SE |                                                                                  |
| 1977 | Sunshine                     | — | SE36 (2 Wo.)SE |                                                                                  |
| 1979 | Darling                      | — | SE37 (3 Wo.)SE |                                                                                  |
| 1981 | Vid en liten fiskehamn       | — | SE49 (2 Wo.)SE |                                                                                  |
| 1982 | Oh Julie!                    | — | SE15 (12 Wo.)SE |                                                                                  |
| 1983 | Marie Marie                  | — | SE27 (8 Wo.)SE |                                                                                  |
| 1984 | Elaine                       | — | SE38 (14 Wo.)SE |                                                                                  |
| 1985 | Fredens duva                 | — | SE27 (12 Wo.)SE |                                                                                  |
| 1986 | Den lilla klockan            | — | SE31 (10 Wo.)SE |                                                                                  |
| 1987 | Nere på söder                | — | SE16 (10 Wo.)SE |                                                                                  |
| 1988 | Peppelinos bar               | — | SE20 (8 Wo.)SE |                                                                                  |
| 1988 | Livets ljusa sida            | — | SE27 (10 Wo.)SE |                                                                                  |
| 1989 | Mot nya mål                  | — | SE32 Gold · (6 Wo.)SE |                                                                                  |
| 1990 | Vindarnas sång               | — | SE36 Gold · (2 Wo.)SE |                                                                                  |
| 1992 | Tic Tac Toe                  | — | SE33 (2 Wo.)SE |                                                                                  |
| 1994 | Min ängel                    | — | SE23 Gold · (3 Wo.)SE |                                                                                  |
| 1995 | Bara du                      | — | SE21 (2 Wo.)SE |                                                                                  |
| 1996 | Dig ska jag älska            | — | SE22 (4 Wo.)SE |                                                                                  |
| 1998 | I ett fotoalbum              | NO39 (1 Wo.)NO | SE10 (6 Wo.)SE |                                                                                  |
| 1999 | Över en kopp i vår berså     | NO15 (10 Wo.)NO | SE6 Gold · (7 Wo.)SE |                                                                                  |
| 2001 | 60 guldlåtar                 | NO32 (1 Wo.)NO | — | Kompilation                                                                      |
| 2001 | Emelie                       | NO16 (2 Wo.)NO | SE3 (6 Wo.)SE |                                                                                  |
| 2002 | Mi vida loca                 | NO16 (8 Wo.)NO | SE7 Gold · (14 Wo.)SE |                                                                                  |
| 2003 | Det här är bara början       | NO5 (7 Wo.)NO | SE2 ×2Doppelplatin · (24 Wo.)SE                                                                                                   |                                                                                  |
| 2004 | Röd Chevrolet                | NO37 (1 Wo.)NO | SE2 Platin · (11 Wo.)SE |                                                                                  |
| 2006 | Pickup -56                   | NO6 (8 Wo.)NO | SE2 Gold · (11 Wo.)SE | Erstveröffentlichung: 10. Mai 2006                                               |
| 2006 | 40 ljuva år!                 | NO2 Gold · (9 Wo.)NO | SE1 ×2Doppelplatin · (14 Wo.)SE                                                                                                   | Erstveröffentlichung: 27. Dezember 2006 Kompilation zum 40-jährigen Bandjubiläum |
| 2007 | Vagabond                     | NO3 Platin · (12 Wo.)NO | SE1 Platin · (13 Wo.)SE | Erstveröffentlichung: 27. Juni 2007                                              |
| 2008 | Rallarsväng                  | NO1 Gold · (13 Wo.)NO | SE1 Platin · (22 Wo.)SE | Erstveröffentlichung: 28. Mai 2008                                               |
| 2008 | Vart tog tiden vägen         | — | SE31 (8 Wo.)SE | Erstveröffentlichung: 30. Mai 2008 Kompilation                                   |
| 2008 | SvängJul                     | NO39 (1 Wo.)NO | SE4 Platin · (8 Wo.)SE | Erstveröffentlichung: 14. November 2008 Weihnachtsalbum                          |
| 2009 | En vän som du                | — | SE43 (2 Wo.)SE | Erstveröffentlichung: 1. April 2009 Kompilation (Doppelalbum)                    |
| 2009 | Truck Stop                   | NO3 Gold · (12 Wo.)NO | SE1 Platin · (18 Wo.)SE | Erstveröffentlichung: 3. Juni 2009                                               |
| 2010 | Texas                        | NO2 Gold · (15 Wo.)NO | SE1 Platin · (20 Wo.)SE | Erstveröffentlichung: 26. Mai 2010                                               |
| 2010 | 70’s                         | — | SE2 Gold · (12 Wo.)SE | Erstveröffentlichung: 15. Dezember 2010                                          |
| 2011 | Cuba libre                   | NO17 Gold · (7 Wo.)NO | SE1 Platin · (21 Wo.)SE | Erstveröffentlichung: 8. Juni 2011                                               |
| 2012 | Vår bästa country            | — | SE2 Platin · (14 Wo.)SE | Erstveröffentlichung: 19. Februar 2012 Kompilation                               |
| 2012 | Rocky Mountains              | NO8 (10 Wo.)NO | SE1 Platin · (26 Wo.)SE | Erstveröffentlichung: 23. Mai 2012                                               |
| 2013 | Kärlek & Rock ’n’ Roll       | NO20 (3 Wo.)NO | SE2 Gold · (26 Wo.)SE | Erstveröffentlichung: 1. März 2013 Kompilation                                   |
| 2013 | Trouble Boys                 | NO2 (7 Wo.)NO | SE1 Platin · (15 Wo.)SE | Erstveröffentlichung: 19. Juni 2013                                              |
| 2013 | Lasse Stefanz stora julparty | — | SE1 Gold · (9 Wo.)SE | Erstveröffentlichung: 4. Dezember 2013 Weihnachtsalbum                           |
| 2014 | Honky Tonk Rebels            | NO5 (3 Wo.)NO | SE1 Platin · (14 Wo.)SE | Erstveröffentlichung: 18. Juni 2014                                              |
| 2014 | The Complete Collection      | — | SE13 (5 Wo.)SE | 46-CD-Box mit allen 673 bis dahin veröffentlichten Liedern                       |
| 2015 | Whiskey Barrel               | NO18 (2 Wo.)NO | SE1 Gold · (15 Wo.)SE | Erstveröffentlichung: 17. Juni 2015                                              |
| 2015 | Greatest Hits                | NO40 (1 Wo.)NO | SE3 Platin · (19 Wo.)SE | Erstveröffentlichung: 27. November 2015 Kompilation                              |
| 2016 | Road Trip                    | NO7 (1 Wo.)NO | SE1 Gold · (20 Wo.)SE | Erstveröffentlichung: 24. Juni 2016                                              |
| 2017 | 50th Anniversary (1967–2017) | — | SE1 Gold · (14 Wo.)SE | Erstveröffentlichung: 6. Januar 2017 Kompilation zum 50-jährigen Bandjubiläum    |
| 2017 | Wind Me Up                   | — | SE1 Gold · (18 Wo.)SE | Erstveröffentlichung: 23. Juni 2017                                              |
| 2017 | Country Winter Party         | NO25 (1 Wo.)NO | SE1 (12 Wo.)SE |                                                                                  |
| 2018 | Forever                      | — | SE1 Gold · (14 Wo.)SE | Erstveröffentlichung: 29. Juni 2018                                              |
| 2019 | Night Flight                 | NO7 (1 Wo.)NO | SE1 Gold · (8 Wo.)SE | Erstveröffentlichung: 5. Juli 2019                                               |
| 2022 | Evergreen                    | — | SE1 Gold · (7 Wo.)SE | Erstveröffentlichung: 24. Juni 2022                                              |

### Singles
| Jahr | Titel Album                                 | Höchstplatzierung, Gesamtwochen, AuszeichnungChartsChartplatzierungen (Jahr, Titel, Album, Platzierungen, Wochen, Auszeichnungen, Anmerkungen) | Anmerkungen                                                              |
| Jahr | Titel Album                                 | SE | Anmerkungen                                                              |
| --- | ------------------------------------------- | --- | ------------------------------------------------------------------------ |
| 1982 | Oh Julie                                    | SE16 (1 Wo.)SE | schwedische Version des Hits von Shakin’ Stevens                         |
| 2008 | En runda i baren Rallarsväng                | SE53 (1 Wo.)SE | mit Plura                                                                |
| 2021 | Är det kärlek du behöver (N!ne Epa Remix) – | SE49 Gold · (7 Wo.)SE | Erstveröffentlichung: 31. Dezember 2021                                  |
| 2024 | En sång om sommaren –                       | SE70 (… Wo.)SE | Erstveröffentlichung: 24. Februar 2024 Beitrag zum Melodifestivalen 2024 |
| Folgende Lieder erschienen nicht als Single, wurden aber durch das Album zum Download und Streaming bereitgestellt und konnten somit eine Platzierung erlangen: |                                             | |                                                                          |
| |                                             | |                                                                          |
| 2022 | Där jag hänger min hatt Evergreen           | SE65 (2 Wo.)SE |                                                                          |
| 2022 | En säng av rosor Evergreen                  | SE71 (1 Wo.)SE |                                                                          |
| 2022 | Minns det som igår Evergreen                | SE85 (1 Wo.)SE |                                                                          |

Weitere Singles
- Kära rut (1970)
- Ett snurrande hjul (1972)
- Sommarsvärmeri (1977)
- Lassie (1987)
- Det här är bara början (1988)
- Mot nya mål (1989)
- En enda signal (1989)
- Hallå min sol (1991)
- Vindarnas sång (1991)
- Fredens duva (1991)
- Dig vil jeg elske (1996)
- Tomma löften, tomma ord (1998)
- I ett fotoalbum (1998)
- Emelie (2001)
- Låt en morgon vakna (2002)

### Videoalben
- Från Österlen till Oklahoma (2003, SE: Gold)
- Ingen dans på rosor (2009)

## Einzelbelege
1. ↑  Chartdiskografie Schweden
2. ↑  S. V. T. Nyheter: Här är hela startfältet i Melodifestivalen 2024. 1. Dezember 2023, abgerufen am 14. Dezember 2023 (schwedisch).
3. 1 2  Chartquellen: SE NO
4. 1 2  Auszeichnungen für Musikverkäufe: SE NO NO2
5. ↑  Lasse Stefanz släpper monsterbox och skriver svensk musikhistoria! (Memento vom 24. September 2020 im Internet Archive), Dansbandssidan.com, 7. Oktober 2014